# Casey Dellacqua
Casey Dellacqua (Perth, 11 febbraio 1985) è un'allenatrice di tennis ed ex tennista australiana.
In doppio femminile, ha raggiunto la finale in ogni torneo del Grande Slam. In doppio misto si è, invece, aggiudicata gli Open di Francia nel 2011.

## Carriera
I migliori risultati in singolare della Dellacqua sono state le semifinali al Texas Tennis Open nel 2012 e all'Aegon Classic nel 2014, i quarti al BNP Paribas nel 2014, il quarto turno agli Australian Open nel 2008 e nel 2014 e il quarto turno agli US Open nel 2014. La carriera della Dellacqua evidenzia però, risultati soprattutto in doppio. Ha vinto tre titoli di doppio WTA e un titolo del grande slam nel doppio misto all'Open di Francia nel 2011; è stata vicina a vincere un titolo del Grande Slam nel doppio femminile ove ha raggiunto la finale in tutti e quattro gli eventi del Grande Slam in questa disciplina: la prima finale è arrivata all'Open di Francia 2008 con l'italiana Francesca Schiavone; nel 2013 raggiunge negli altri tre Slam, Australian Open, Wimbledon e allo US Open sempre con la connazionale Ashleigh Barty. Ha raggiunto poi altre due volte la finale del Roland Garros nel doppio femminile: nel 2015 in coppia con la Švedova e nel 2017 ancora con la Barty. Sempre al Roland Garros conquista il titolo in doppio misto nel 2011 insieme a Scott Lipsky, sconfiggendo Katarina Srebotnik e Nenad Zimonjić che difendevano il titolo vinto l'anno precedente.
Ha raggiunto la terza posizione nella classifica di doppio vincendo 5 titoli WTA, 22 titoli ITF a cui ne vanno aggiunti altri 23 in singolare.
Ha annunciato il ritiro nell'aprile del 2018.

## Vita privata
Il 28 agosto 2013 ha fatto coming out rendendo pubblica la sua omosessualità. La compagna di Casey si chiama Amanda Judd. La coppia ha un figlio, Blake Benjamin, di cui Amanda è la madre biologica. Amanda ha voluto lasciare a Casey l'opportunità di portare avanti la propria carriera tennistica.. La Dellacqua ha dichiarato che l'arrivo del bambino ha migliorato il suo modo di giocare e infatti i risultati si sono visti: finali Slam in doppio con la compagna e amica Ashleigh Barty all'Australian Open, a Wimbledon e a Flushing Meadows, best ranking, ottavi di finale in Australia e a New York in singolare.
Nel 2016 la famiglia è cresciuta, con l'aggiunta di Andie, una bambina.

## Statistiche

### Doppio

#### Vittorie (7)
| Legenda               |
| --------------------- |
| Grande Slam (0)       |
| Ori Olimpici (0)      |
| WTA Finals (0)        |
| Premier Mandatory (1) |
| Premier 5 (0)         |
| Premier (1)           |
| International (6)     |

| N. | Data            | Torneo                                       | Superficie  | Compagno          | Avversari in finale                   | Punteggio           |
| 1. | 3 febbraio 2013 | PTT Pattaya Open, Pattaya                    | Cemento     | Kimiko Date-Krumm | Akgul Amanmuradova Aleksandra Panova  | 6-3, 6-2            |
| 2. | 16 giugno 2013  | AEGON Classic, Birmingham                    | Erba        | Ashleigh Barty    | Cara Black Marina Eraković            | 7-5, 6-4            |
| 3. | 24 maggio 2014  | Internationaux de Strasbourg, Strasburgo     | Terra rossa | Ashleigh Barty    | Tatiana Búa Daniela Seguel            | 4-6, 7-5, [10-4]    |
| 4. | 9 maggio 2015   | Mutua Madrileña Madrid Open, Madrid          | Terra rossa | Jaroslava Švedova | Garbiñe Muguruza Carla Suárez Navarro | 6–3, 6(4)–7, [10–5] |
| 5. | 5 marzo 2017    | Alya WTA Malaysian Open, Kuala Lumpur        | Cemento     | Ashleigh Barty    | Nicole Melichar Makoto Ninomiya       | 7–6(3), 6-3         |
| 6. | 27 maggio 2017  | Internationaux de Strasbourg, Strasburgo (2) | Terra rossa | Ashleigh Barty    | Chan Hao-ching Chan Yung-jan          | 6-4, 6-2            |
| 7. | 25 giugno 2017  | AEGON Classic, Birmingham (2)                | Erba        | Ashleigh Barty    | Chan Hao-ching Zhang Shuai            | 6-1, 2-6, [10-8]    |

#### Sconfitte (13)
| Legenda               |
| --------------------- |
| Grande Slam (7)       |
| Argenti Olimpici (0)  |
| WTA Finals (0)        |
| Premier Mandatory (0) |
| Premier 5 (1)         |
| Premier (5)           |
| International (0)     |

| N.  | Data              | Torneo                              | Superficie  | Compagno            | Avversari in finale                            | Punteggio        |
| 1.  | 6 giugno 2008     | Open di Francia, Parigi             | Terra rossa | Francesca Schiavone | Anabel Medina Garrigues Virginia Ruano Pascual | 6-2, 5-7, 4-6    |
| 2.  | 11 gennaio 2009   | Medibank International, Sydney      | Cemento     | Nathalie Dechy      | Hsieh Su-wei Peng Shuai                        | 0-6, 1-6         |
| 3.  | 25 gennaio 2013   | Australian Open, Melbourne          | Cemento     | Ashleigh Barty      | Sara Errani Roberta Vinci                      | 2-6, 6-3, 2-6    |
| 4.  | 6 luglio 2013     | Torneo di Wimbledon, Londra         | Erba        | Ashleigh Barty      | Hsieh Su-wei Peng Shuai                        | 6(1)-7, 1-6      |
| 5.  | 7 settembre 2013  | US Open, New York                   | Cemento     | Ashleigh Barty      | Andrea Hlaváčková Lucie Hradecká               | 7-6(4), 1-6, 4-6 |
| 6.  | 15 giugno 2014    | AEGON Classic, Birmingham           | Erba        | Ashleigh Barty      | Abigail Spears Raquel Kops-Jones               | 6(1)-7, 1-6      |
| 7.  | 12 aprile 2015    | Family Circle Cup, Charleston       | Terra verde | Darija Jurak        | Martina Hingis Sania Mirza                     | 0-6, 4-6         |
| 8.  | 7 giugno 2015     | Open di Francia, Parigi (2)         | Terra rossa | Jaroslava Švedova   | Bethanie Mattek-Sands Lucie Šafářová           | 6-3, 4-6, 2-6    |
| 9.  | 23 agosto 2015    | Western & Southern Open, Cincinnati | Cemento     | Jaroslava Švedova   | Chan Hao-ching Chan Yung-jan                   | 5-7, 4-6         |
| 10. | 13 settembre 2015 | US Open, New York (2)               | Cemento     | Jaroslava Švedova   | Martina Hingis Sania Mirza                     | 3-6, 3-6         |
| 11. | 11 giugno 2017    | Open di Francia, Parigi (3)         | Terra rossa | Ashleigh Barty      | Bethanie Mattek-Sands Lucie Šafářová           | 2-6, 1-6         |
| 12. | 1º luglio 2017    | AEGON International, Eastbourne     | Erba        | Ashleigh Barty      | Chan Yung-jan Martina Hingis                   | 3-6, 5-7         |
| 13. | 26 agosto 2017    | Connecticut Open, New Haven         | Cemento     | Ashleigh Barty      | Gabriela Dabrowski Xu Yifan                    | 6-3, 3-6, [8-10] |

### Doppio misto

#### Vittorie (1)
| Tornei del Grande Slam  |
| ----------------------- |
| Australian Open (0)     |
| Open di Francia (1)     |
| Torneo di Wimbledon (0) |
| US Open (0)             |
| Ori Olimpici (0)        |

| N. | Data          | Torneo                  | Superficie  | Compagno     | Avversari in finale               | Punteggio           |
| 1. | 2 giugno 2011 | Open di Francia, Parigi | Terra rossa | Scott Lipsky | Katarina Srebotnik Nenad Zimonjić | 7-6(6), 4-6, [10-7] |

## Risultati in progressione
| Sigla | Risultato               |
| ----- | ----------------------- |
| V     | Vincitore               |
| F     | Finalista               |
| SF    | Semifinalista           |
| O     | Oro olimpico            |
| A     | Argento olimpico        |
| SF    | Bronzo olimpico         |
| QF    | Quarti di Finale        |
| 4T    | Quarto turno            |
| 3T    | Terzo turno             |
| 2T    | Secondo turno           |
| 1T    | Primo turno             |
| RR    | Round Robin             |
| LQ    | Turno di qualificazione |
| A     | Assente                 |
| ND    | Non disputato           |

| Legenda superfici    |
| -------------------- |
| Cemento              |
| Terra battuta        |
| Erba                 |
| Superficie variabile |

### Singolare
| Tornei del Grande Slam |                 |                 |                 |                 |                 |                 |                 |                 |                 |                 |                 |                 |                 |                 |                 |       |
| Australian Open        | 1T              | 1T              | 1T              | 1T              | 1T              | 4T              | 1T              | 3T              | A               | 2T              | 1T              | 4T              | 2T              | A               | A               | 10–12 |
| Open di Francia        | Assente         | Assente         | Assente         | Q1              | 1T              | 3T              | A               | A               | 1T              | 1T              | Q2              | 2T              | 1T              | A               | A               | 3–6   |
| Wimbledon              | Q1              | A               | A               | Q1              | 1T              | 3T              | A               | 1T              | Q1              | 1T              | Q3              | 2T              | 3T              | A               | A               | 5–6   |
| US Open                | Assente         | Assente         | Assente         | Q1              | 2T              | 1T              | A               | A               | 1T              | 2T              | 1T              | 4T              | 1T              | A               | A               | 5–7   |
| Vittorie-sconfitte     | 0–1             | 0–1             | 0–1             | 0–1             | 1–4             | 7–4             | 0–1             | 2–2             | 0–2             | 2–4             | 0–2             | 8–4             | 3-4             | 0–0             | 0–0             | 23–31 |
| Giochi olimpici        |                 |                 |                 |                 |                 |                 |                 |                 |                 |                 |                 |                 |                 |                 |                 |       |
| Giochi olimpici estivi | ND              | A               | Non disputato   | Non disputato   | Non disputato   | 2T              | Non disputato   | Non disputato   | Non disputato   | A               | Non disputato   | Non disputato   | Non disputato   | A               | ND              | 1–1   |
| Torneo di fine anno    |                 |                 |                 |                 |                 |                 |                 |                 |                 |                 |                 |                 |                 |                 |                 |       |
| WTA Tour Championships | Non qualificata | Non qualificata | Non qualificata | Non qualificata | Non qualificata | Non qualificata | Non qualificata | Non qualificata | Non qualificata | Non qualificata | Non qualificata | Non qualificata | Non qualificata | Non qualificata | Non qualificata | 0–0   |
| WTA Premier Mandatory  |                 |                 |                 |                 |                 |                 |                 |                 |                 |                 |                 |                 |                 |                 |                 |       |
| Indian Wells           | Assente         | Assente         | Assente         | Assente         | Assente         | 4T              | Assente         | Assente         | Assente         | 1T              | 1T              | QF              | Assente         | Assente         | Assente         | 6–4   |
| Miami                  | Assente         | Assente         | Assente         | Assente         | Assente         | 1T              | A               | 1T              | Assente         | Assente         | Q1              | 3T              | 2T              | Assente         | Assente         | 2–4   |
| Madrid                 | Non disputato   | Non disputato   | Non disputato   | Non disputato   | Non disputato   | Non disputato   | Assente         | Assente         | Q1              | Assente         | Assente         | Assente         | 2T              | Assente         | Assente         | 1–1   |
| Pechino                | ND              | Non Tier I      | Non Tier I      | Non Tier I      | Non Tier I      | Non Tier I      | Assente         | Assente         | Assente         | Q1              | A               | 1T              | 1T              | Assente         | Assente         | 0–2   |
| WTA Premier 5          |                 |                 |                 |                 |                 |                 |                 |                 |                 |                 |                 |                 |                 |                 |                 |       |
| Doha                   | Assente         | Assente         | Assente         | Assente         | Assente         | Assente         | Non disputato   | Non disputato   | NP5             | Q2              | Assente         | Assente         | NP5             | A               | NP5             | 0–0   |
| Dubai                  | Assente         | Assente         | Assente         | Assente         | Assente         | Assente         | 1T              | Assente         | Assente         | Premier         | Premier         | Premier         | 2T              | NP5             | A               | 1–2   |
| Roma                   | Assente         | Assente         | Assente         | Assente         | Q1              | Assente         | Assente         | Assente         | Q1              | Assente         | Assente         | 2T              | Assente         | Assente         | Assente         | 1–1   |
| Canada                 | Assente         | Assente         | Assente         | Assente         | Assente         | Assente         | Assente         | Assente         | Assente         | Assente         | Assente         | 2T              | Q2              | Assente         | Assente         | 1–1   |
| Cincinnati             | Assente         | Assente         | Assente         | Assente         | Assente         | Assente         | Assente         | Assente         | 3T              | Assente         | Assente         | 1T              | 1T              | Assente         | Assente         | 2–3   |
| Tokyo                  | Assente         | Assente         | Assente         | Assente         | Assente         | Q2              | Assente         | Assente         | Assente         | Q1              | 2T              | Premier         | Premier         | Premier         | Premier         | 1–1   |
| Wuhan                  | Non disputato   | Non disputato   | Non disputato   | Non disputato   | Non disputato   | Non disputato   | Non disputato   | Non disputato   | Non disputato   | Non disputato   | Non disputato   | 3T              | Q1              | Assente         | Assente         | 2–1   |
| Carriera               |                 |                 |                 |                 |                 |                 |                 |                 |                 |                 |                 |                 |                 |                 |                 |       |
| Tornei giocati         | 1               | 2               | 2               | 4               | 12              | 17              | 3               | 5               | 5               | 14              | 8               | 17              | 10              | 0               | 0               | 100   |
| Titoli vinti           | 0               | 0               | 0               | 0               | 0               | 0               | 0               | 0               | 0               | 0               | 0               | 0               | 0               | 0               | 0               | 0     |
| Finali raggiunte       | 0               | 0               | 0               | 0               | 0               | 0               | 0               | 0               | 0               | 0               | 0               | 0               | 0               | 0               | 0               | 0     |
| Ranking di fine anno   | 275             | 234             | 223             | 157             | 78              | 55              | 1004            | 226             | 156             | 88              | 130             | 30              | 112             | N/A             | N/A             | N/A   |

## Vittorie contro giocatrici Top 10
| Stagione | 2008 | Totale |
| Vittorie | 1    | 1      |

| #    | Giocatrice     | Ranking | Evento                  | Superficie  | Turno | Punteggio        | Rank. CDR |
| ---- | -------------- | ------- | ----------------------- | ----------- | ----- | ---------------- | --------- |
| 2008 |                |         |                         |             |       |                  |           |
| 1.   | Marion Bartoli | 9       | Open di Francia, Parigi | Terra rossa | 1T    | 6(4)-7, 6-3, 6-2 | 51        |